# مری کورلئونه
مری کورلئونه (به انگلیسی: Mary Corleone) یک شخصیت داستانی در فیلم پدرخوانده قسمت سوم است که نقش آن توسط سوفیا کوپولا به تصویر کشیده شده‌است. او دختر مایکل کورلئونه و کی آدامز و خواهر آنتونی ویتو کورلئونه است.